# Charles Edward Pooley
Pour les articles homonymes, voir Pooley.
Charles Edward Pooley (8 février 1845-28 mars 1912) est un homme politique canadien de la Colombie-Britannique. Il est député provincial indépendant de la circonscription britanno-colombienne de Esquimalt de 1875 à 1903 et conservateur de 1903 à 1907.

## Biographie
Né dans le Upwood (en) dans la Huntingdonshire en Angleterre, Pooley étudie en Angleterre. S'installant à Victoria qui est la capitale de la colonie de l'Île de Vancouver, Pooley est nommé vice-registraire de la Cour suprême de la Colombie-Britannique et par la suite Registraite générla. Admis au barreau de la Colombie-Britannique en 1877 et pratique avec A. E. Davie. Pooley est Président de l'Assemblée législative de 1887 à 1888 et est fait conseiller du Roi en 1888. Il est également président du comité exécutif. Il redevient président de 1902 à 1906,.
Bien que le système ne présentait pas de réels parti politique, Pooley a toujours été identifier comme un conservateur.
Il marie Elizabeth Fisher, la fille du député William Fisher qui est également député d'Esquimalt de 1875 à 1878.
Après la politique, il s'enrichit en s'occupant des affaires juridiques et des intérêts de Robert Dunsmuir. Pooley meurt à Victoria à l'âge de 67 ans.
L'île Pooley située dans la région de la Côte nord-ouest est nommé en son honneur.